# Peter-Wust-Gymnasium (Merzig)

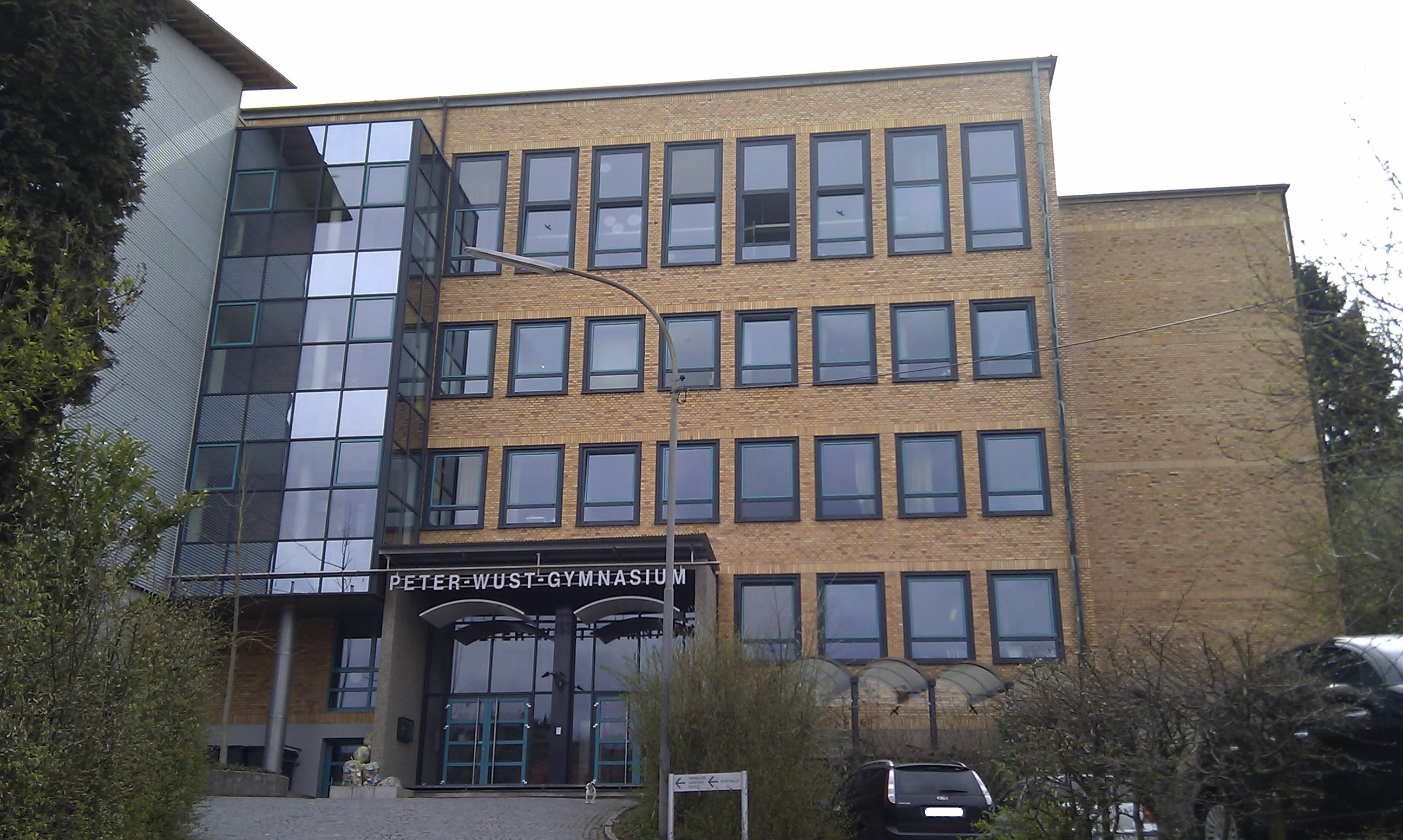
Hauptgebäude PWG Merzig

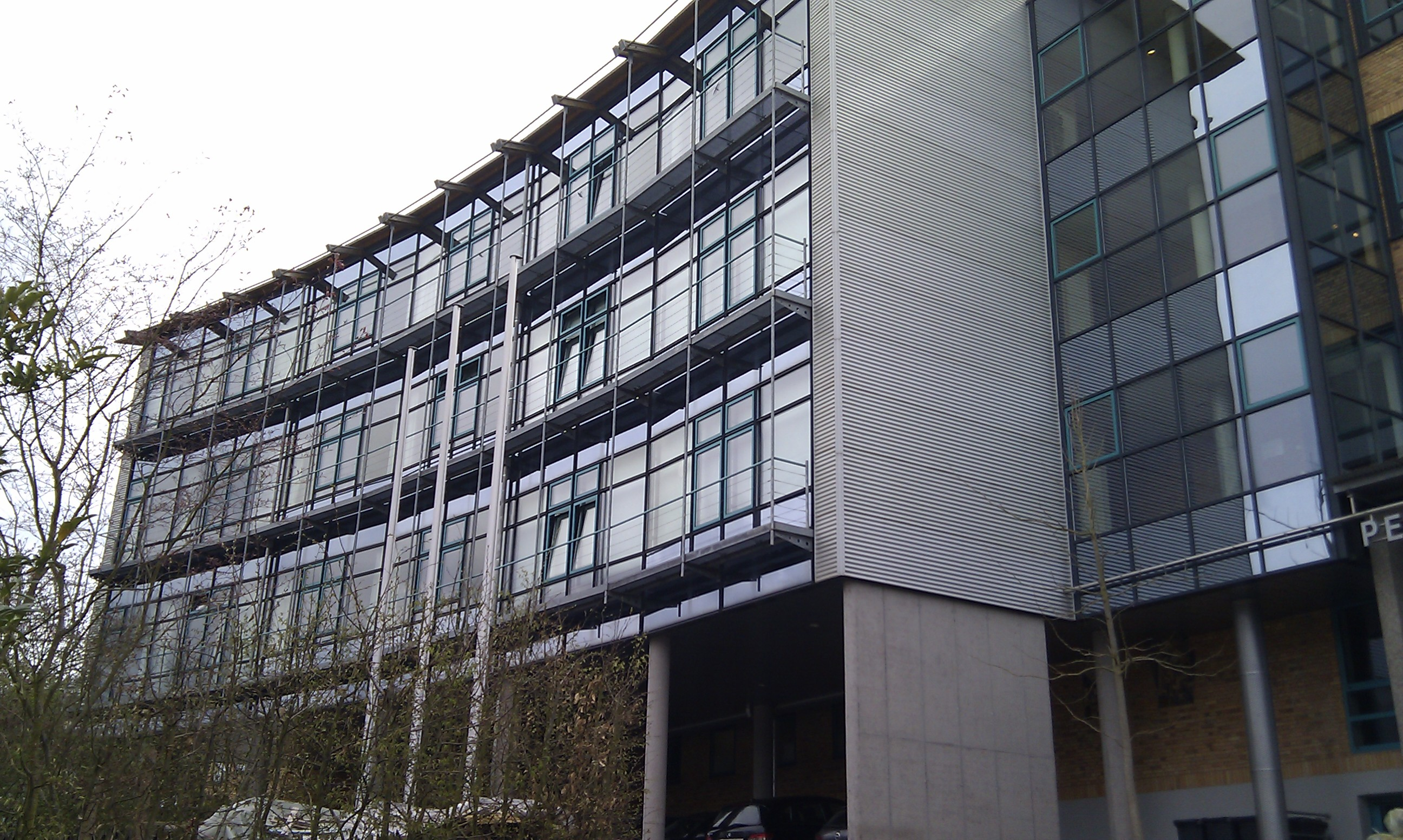
Nebengebäude

Das Peter-Wust-Gymnasium (Kurz: PWG) ist ein mathematisch-naturwissenschaftliches und sprachliches Gymnasium in der Stadt Merzig, das von ca. 900 Lernenden besucht wird und etwa 70 Lehrkräfte beschäftigt. Es ist nach dem Philosophen Peter Wust benannt.

## Geschichte
Das Peter-Wust-Gymnasium in Merzig ist das älteste Gymnasium der Kreisstadt. Es wurde 1888 durch eine Initiative wohlhabender Merziger Bürger gegründet. Am 5. Januar 1889 wurde der Unterricht aufgenommen, die Schule trug den Namen „Private höhere Töchterschule“. Bis 1979 war es ein reines Mädchenrealgymnasium. Von 1889 bis 1919 war die Schulleiterin Maria Beckers, die mit guten Leistungen auf das Gymnasium aufmerksam machte. Damals wurden als Fremdsprachen Englisch und Französisch gelehrt. 1920 wurde die Stadt Merzig Träger der Schule. Im Jahre 1939 wurden das erste Mal die Abiturprüfungen an der Mädchenschule durchgeführt, die ab 1940 in hauswirtschaftlicher Form den Prüfungen der sprachlichen Form gleichgestellt waren. Dadurch nahm die Zahl der Schülerinnen zu.
Nach dem Zweiten Weltkrieg wurde die Schule verstaatlicht und so zu einem „Mädchenrealgymnasium“, bei dem ab Klasse 5 Französisch und Latein als Fremdsprachen und ab Klasse 8 noch zusätzlich Englisch unterrichtet wurden. Ab 1958 konnte das Zentralabitur an dem Mädchenrealgymnasium absolviert werden.
Durch fortwährend ansteigende Schülerzahlen wurde 1961 ein Neubau der Schule erforderlich, der einen Standortwechsel in die Goethestraße mit sich brachte. Nachdem die Trägerschaft der Schule vom Land auf den Landkreis übertragen wurde, wurde 1998 ein Gebäude für die naturwissenschaftlichen Unterrichtsfächer gebaut, das schon 1999 den Betrieb aufnehmen konnte. Im Jahr 2007 begannen die Arbeiten zu einer seit Jahren überfälligen zweiten Schulturnhalle, die 2009 in Betrieb genommen wurde. Eine letzte bauliche Erweiterung erfuhr die Schule im Jahre 2018, als ein neuer Musik- und Kunstbau eröffnet werden konnte.
1975 wurde die Schule aufgrund einer Abstimmung im damaligen Lehrkräftekollegium nach dem Rissenthaler Philosophen Peter Wust benannt. Aufgrund der Koedukation besuchen seit 1979 auch Jungen das PWG. Heute sind 40 Prozent der Schüler Jungen. In Erinnerung an den Namensgeber der Schule gibt es einen jährlichen Peter-Wust-Preis, der an Abiturientinnen und Abiturienten mit herausragender Leistung in Religion und Philosophie verliehen wird.
Im Jahr 1984 besuchten fünfundzwanzig Schülerinnen und Schüler des PWG gemeinsam mit Heiner Timmermann den Staatsratsvorsitzenden der DDR, Erich Honecker. Das war das einzige Mal, dass Honecker eine westdeutsche Klasse seine Amtsräume hat besuchen lassen.
Im September 2019 wurde die Schulleiterin Gabriele Hewer in den Ruhestand verabschiedet, ihr Nachfolger als Schulleiter ist seit März 2020 Andreas Brust.

## Wettbewerbe
Die Lernenden des PWG nehmen jährlich an deutschen und europäischen Wettbewerben teil, beispielsweise am Europawettbewerb, am Lesewettbewerb, bei Schüler experimentieren, Jugend forscht, Jugend debattiert, Mathematikolympiade, Jugend trainiert für Olympia oder dem Känguru-Wettbewerb. Dabei erhielt das PWG einige Sonderpreise, unter anderem in den Kategorien Europawettbewerb, Juniorwettbewerb und im Sportabzeichenwettbewerb.

## Leitbild
Im Rahmen der Schulentwicklung wurde von Lehrkräften und Lernenden das Leitbild, Persönlichkeit (P), Wissen (W), Gemeinschaft (G) erstellt.
Weitere Grundsätze der Schule sind:
- Ein respektvoller und toleranter Umgang
- Den gymnasialen Bildungsgedanken zu leben, Leistungen zu  fordern und auf die Förderung nach individuellen Fähigkeiten zu  setzen
- Bildung als Gemeinschaftsaufgabe von Schülerinnen/Schülern, Lehrkräften und Eltern zu verwirklichen
- Ein angenehmes Klima im Lern- und Lebensraum Schule zu schaffen
- Die Schülerinnen/Schüler für die fachlichen, ethischen, gesellschaftlichen Herausforderungen der Zukunft vorzubereiten
- Nachhaltigkeit in Bezug auf Wissen und Kompetenzen zu erreichen
- Wert auf eine anregende und fachgerechte Ausstattung der Räumlichkeiten zu legen
- Kontinuierlich an der Verbesserung der Schul- und Unterrichtsqualität zu  arbeiten

## Schulleiter
- 1889–1919: Maria Beckers
- 1919–1930: Anna Balkenhol
- 1930–1945: Klara Hartmann
- 1946–1948: Elisabeth Baum (kommissarisch)
- 1948–1957: Maria Kiefer
- 1958: Peter Gärtner (kommissarisch)
- 1958: Christoph Gansen (kommissarisch)
- 1958–1962: Wilhelm Laubenthal
- 1962–1976: Adolf Rodé
- 1976–1994: Peter Lorson
- 1994–2011: Heinz Lafontaine
- 2011–2019: Gabriele Hewer
- seit März 2020: Andreas Brust

## Partnerschaften
- Paul-Gerhardt-Gymnasium Gräfenhainichen
- Seward High School, Seward
- Collège La Millenaire, Thionville
- Ensemble Scolaire Sainte-Marie, Sarrebourg
- Collège Jean Monnet, St. Jorioz
- Collège Pierre Claude, Sarre-Union

## Bekannte ehemalige Schülerinnen und Schüler
- Martin Berger, Domkapellmeister und Hochschullehrer
- Daniela Schlegel-Friedrich, Politikerin
- Kevin Trapp, Profi-Fußballspieler (Eintracht Frankfurt)
- Anke Rehlinger, Politikerin, Ministerpräsidentin des Saarlandes
- Stefan Palm, Mitglied des Saarländischen Landtags
- Sebastian Baumgart, Schauspieler